# Diócesis de Jaú
La diócesis de Jaú (en portugués: Diocese de Jaú) es una circunscripción eclesiástica de la Iglesia católica en Brasil. Se trata de una diócesis latina, sufragánea de la arquidiócesis de Campinas. Desde el 26 de junio de 2024 su obispo electo es Francisco Carlos da Silva, en espera de su consagración y de la inauguración de la diócesis.

## Territorio y organización
La diócesis tiene 6018 km² y extiende su jurisdicción sobre los fieles católicos de rito latino residentes en el estado de São Paulo en los municipios de: Jaú, Bariri, Barra Bonita, Bocaina, Borborema, Brotas, Dois Córregos, Ibitinga, Itaju, Itápolis, Itapuí, Mineiros do Tietê, Nova Europa, Tabatinga y Torrinha.
La sede de la diócesis se encuentra en la ciudad de Jaú, en donde se halla la Catedral de Nuestra Señora del Patrocinio.
En 2024 en la diócesis existían 47 parroquias.

## Historia
La diócesis fue erigida el 26 de junio de 2024 por el papa Francisco, obteniendo el territorio de la diócesis de São Carlos.

## Estadísticas
Según el Boletín de la Santa Sede que anunció su erección, la diócesis tenía a mediados de 2024 un total de 311 096 fieles bautizados.
| Año                                                                             | Población            | Población | Población      | Sacerdotes | Sacerdotes    | Sacerdotes    | Bautizados por sacerdote | Diáconos permanentes | Religiosos | Religiosos | Parroquias |
| Año                                                                             | Bautizados católicos | Total     | % de católicos | Total      | Clero secular | Clero regular | Bautizados por sacerdote | Diáconos permanentes | Varones    | Mujeres    | Parroquias |
| ------------------------------------------------------------------------------- | -------------------- | --------- | -------------- | ---------- | ------------- | ------------- | ------------------------ | -------------------- | ---------- | ---------- | ---------- |
| 2024                                                                            | 311 096              | 434 783   | 71.6           | 67         | 62            | 5             | 4643                     | 17                   | 7          | 19         | 47         |
| Fuente: Catholic-Hierarchy, que a su vez toma los datos del Anuario Pontificio. |                      |           |                |            |               |               |                          |                      |            |            |            |

## Episcopologio
- Francisco Carlos da Silva, desde el 26 de junio de 2024